# Friedrich Roithmayr
Friedrich Roithmayr (* 15. Oktober 1946 in Linz) ist ein österreichischer Wirtschaftsinformatiker und Universitätsprofessor. Er war von 2007 bis 2015 Vizerektor für Internationales an der Johannes Kepler Universität Linz.

## Ausbildung
Roithmayr wurde in Linz geboren und besuchte die Bundesrealschule Linz, wo er 1966 auch die Matura ablegte. Er studierte ab 1966 Betriebswirtschaftslehre bei Peter Mertens und Ernest Kulhavy an der neugegründeten Hochschule für Sozial- und Wirtschaftswissenschaften (heute Universität Linz) und schloss 1971 sein Grundstudium mit dem akademischen Grad Magister der Sozial- und Wirtschaftswissenschaften an der SOWI-Fakultät ab. 1977 promovierte er sich zum Doktor der Sozial- und Wirtschaftswissenschaften an der SOWI-Fakultät der Johannes Kepler Universität Linz, 1987 habilitierte er sich zum Professor für das Fachgebiet Wirtschaftsinformatik.

## Universitäre Karriere
Nachdem Roithmayr zwischen 1969 und 1971 als Operator, Organisator und Anwendungsprogrammierer gearbeitet hatte, war er von 1971 bis 1973 Assistent am Institut für Statistik und Informatik der Universität Linz. Danach wirkte er zwischen 1973 und 1987 als Universitätslektor für Betriebswirtschaftslehre, Operationsforschung und Informatik an der Johannes Kepler Universität Linz und leitete zwischen 1973 und 1987 auch das EDV-Zentrum der Universität Linz. 
Er war von 1973 bis 1993 Lektor an der Hochschule für Künstlerische und
Industrielle Gestaltung in Linz und lehrte von 1987 bis 1988 als Professor (C4) für Wirtschaftsinformatik an der Universität Bamberg für Systementwicklung und Datenbankanwendungen. Nachdem er 1988 den Ruf der Sozial- und Wirtschaftswissenschaftlichen Fakultät der Universität Bamberg (Lehrstuhl für Systementwicklung und Datenbankanwendungen, C4) abgelehnt hatte, wurde er 1988 ordentlicher Universitätsprofessor für Wirtschaftsinformatik und Betriebswirtschaftslehre an der Sozial- und Wirtschaftswissenschaftlichen Fakultät der Universität Innsbruck (Institut für Wirtschaftsinformatik). Daneben übte er zwischen 1987 und 1998 auch Lehr- und Forschungstätigkeiten an den Universitäten Bamberg, Halle – Wittenberg, Duisburg und Innsbruck aus. 
Roithmayr ist seit 1993 vereidigter Sachverständiger nach dem Rechnungshofgesetz, war von 1993 bis 1996 wissenschaftlicher Leiter des Universitätslehrganges Angewandte Betriebswirtschaftslehre, Vertiefungsrichtung Informationsmanagement in Schloss Hofen und wirkt seit 1994 als Gastprofessor an der Universität Leipzig. Er übte von 1995 bis 1999 die Funktion des Dekans der Sozial- und Wirtschaftswissenschaftlichen Fakultät der Universität Innsbruck aus und war von 1999 bis 2001 Wissenschaftlicher Leiter des Universitätslehrganges „Master of Advanced Studies Business Management“. Er war von 2000 bis 2005 Mitglied des Österreichischen Fachhochschulrates, ist seit 2001 Mitglied des Kuratoriums der Tiroler Zukunftsstiftung und seit 2002 Wissenschaftlicher Leiter des Universitätslehrganges Master of Business Administration (MBA Wirtschaftsinformatik) der Sozial- und Wirtschaftswissenschaftlichen Fakultät der Universität Innsbruck. Roithmayr wurde im Oktober 2004 zum Ordentlichen Universitätsprofessor für Wirtschaftsinformatik und Betriebswirtschaftslehre berufen und ist Institutsvorstand am Institut für Wirtschaftsinformatik – Information Engineering an der Johannes Kepler Universität Linz.
Roithmayr ist seit 2007 Vizerektor für Internationales. Sein Aufgabenbereich umfasst das Marketing sowie den Aufbau und die Pflege der universitären Außenbeziehungen. Darunter fallen unter anderem die Präsentation und Repräsentation, die Stake-Holder Betreuung, Partnerschaften mit Unternehmen und Non-Profit-Organisationen, Kontaktpflege zu den Absolventen, Förderung der internationalen Mobilität von Lehrenden und Studierenden, Partnerschaften und Austauschprogramme, Fundraising und Sponsoring, Informationsmanagement sowie das Qualitätsmanagement im Bereich der Partnerschaften.

## Privates
Roithmayr ist seit 1975 verheiratet und wurde 1977 Vater einer Tochter.

## Auszeichnungen
- Kulturpreis des Landes Oberösterreich, Sparte Wissenschaft für Sozial- und Wirtschaftswissenschaften (2003)
- Tiroler Landesverdienstkreuz für Leistungen für das Land Tirol in den Bereichen Wirtschaft, Bildung und Wissenschaft (2004)
- Großes Silbernes Ehrenzeichen für Verdienste um die Republik Österreich[1]
- Julius-Raab-Medaille des Wirtschaftsbundes Oberösterreich (2009)
- Honorarprofessur der Universität Lima (Professor Honorario Universidad Ricardo Palma) sowie der Universidad Tecnológica del Perú (Professor Honorario Universidad Tecnológica del Perú), 2012[2]
- Silbernes Ehrenzeichen des Landes Oberösterreich (2015)

## Werke (Auswahl)

### Hochschulschriften
- Die dynamische Programmierung und deren Einsatzmöglichkeit im Bereich des Marketing. Diplomarbeit, Linz 1970
- Ein System der Marketinginformatik. Dissertation, Linz 1976